# Lisieux
Lisieux (wymowaⓘ) – miejscowość i gmina we Francji, w regionie Normandia, w departamencie Calvados, położona nad rzeką Touques. Popularność zyskała głównie dzięki postaci św. Teresy z Lisieux – patronce misji i Doktorowi Kościoła.
Według danych na rok 1990 gminę zamieszkiwały 23 703 osoby, a gęstość zaludnienia wynosiła 1814 osób/km² (wśród 1815 gmin Dolnej Normandii Lisieux plasuje się na 5. miejscu pod względem liczby ludności, natomiast pod względem powierzchni na miejscu 319.).

## Współpraca
- Taunton, Wielka Brytania
- Saint-Georges, Kanada
- Saint-Jérôme, Kanada